# 犬伏駅 (栃木県)
犬伏駅（いぬぶしえき）は、栃木県佐野市犬伏下町にあった日本国有鉄道両毛線の駅（廃駅）である。

## 歴史
- 1952年（昭和27年）4月5日：開業[2]
- 1966年（昭和41年）12月20日：営業休止[1]（ホームを撤去して複線化線路用地に当てたため、事実上の廃止）。
- 1968年（昭和43年）7月19日：佐野 - 岩舟間の複線化完成。また、この年に佐野工業団地が完成したが、最寄り駅となるはずの犬伏駅はすでに無かった。
- 1987年（昭和62年）4月1日：国鉄分割民営化に伴い、正式に廃止[1]。

## 駅構造
営業時は単式ホーム1面1線の地上駅であった。

## 利用状況
- 1960年（昭和35年）7月31日の利用客数：乗車14人、降車17人

## 駅周辺
- 佐野東児童館（跡地のすぐ北）
- 佐野犬伏郵便局
- 佐野市立犬伏小学校
- 佐野市立犬伏東小学校
- 犬伏幼稚園
- 佐野工業団地
- 栃木県道67号桐生岩舟線
- 栃木県道75号栃木佐野線

## 隣の駅
日本国有鉄道
両毛線
佐野駅 - 犬伏駅 - 小野寺駅